# محمد عمير
محمد عمير مواليد 3 يوليو 1988 في المالديف، هو لاعب كرة قدم مالديفي. يلعب كلاعب وسط.

## المسيرة الاحترافية

### أندية لعب لها
- نادي فيكتوري
- نادي في بي
- نادي نيو راديانت

## روابط خارجية
- محمد عمير على موقع الاتحاد الدولي (مؤرشف)  (الإنجليزية)
- محمد عمير على موقع إي إس بي إن إف سي (الإنجليزية)
- محمد عمير على موقع قاعدة بيانات كرة القدم.إي يو (الإنجليزية)
- محمد عمير على موقع ناشيونال فوتبول تيمز (الإنجليزية)
- محمد عمير على موقع Soccerway.com (الإنجليزية)
- محمد عمير على موقع عالم كرة القدم.نت (الإنجليزية)